# Georg Hellmesberger (padre)
Georg Hellmesberger (padre) fue un compositor, director y violinista austriaco, nacido el 24 de abril de 1800, y fallecido el 16 de agosto de 1873.
Nació en Viena. Su padre le enseñó a tocar el violín, lo cual sería el comienzo de una familia dedicada a la música. Georg Hellmesberger tuvo dos hijos y dos nietos músicos. Los hijos fueron Josef y Georg, y los nietos, Josef y Ferdinand, ambos por parte de Josef.
Consiguió entrar a estudiar en el Conservatorio de Viena, bajo las enseñanzas de Josef Böhm, y Emanuel Förster. En 1821 se convirtió en el asistente de Böhm.
Posteriormente, dio clases en el Conservatorio, convirtiéndose en profesor del mismo entre los años 1833 y 1867. Entre sus alumnos destacaron Joseph Joachim, Leopold Auer, y sus dos hijos, Josef y Georg.
Fue concertino de la Ópera Estatal de Viena desde 1830, tras la muerte de Ignaz Schuppanzigh. Posteriormente, fue maestro de capilla de la Orquesta Filarmónica de Viena, desde 1842 hasta que fue apresado, en 1867.
Entre otras composiciones destacan dos conciertos de violín y varios cuartetos de cuerda.